# 加藤貴子 (バスケットボール)
加藤 貴子（かとう たかこ、現姓：中原、1971年4月12日 - ）は、神奈川県横浜市出身の元バスケットボール選手である。通称「JET」。ポジションはセンター。身長180cm。夫は同じく元バスケットボール選手の中原雄。

## 来歴
神奈川県立富岡高等学校在学中の1989年、史上初めて高校生で全日本に選出される。ウインターカップでは1試合51得点の大会記録を叩き出した（2017年に奥山理々嘉（八雲学園）が更新）。
卒業後の1990年、シャンソン化粧品に入社。公式戦54連勝、10連覇の黄金時代に貢献。
アトランタオリンピックなど国際大会にも多数出場。
2000年に退社し、イタリア・セリエAのプリオロへ移籍。同リーグでのプレーは日本人初。
膝の怪我により2001年3月現役引退。
現在は、クリニック、講演会などバスケットボールの普及活動をしている。

## 日本代表歴
- 1990世界選手権
- 1994世界選手権
- 1994アジア大会
- 1996アトランタオリンピック
- 1998世界選手権